# ساليخانا

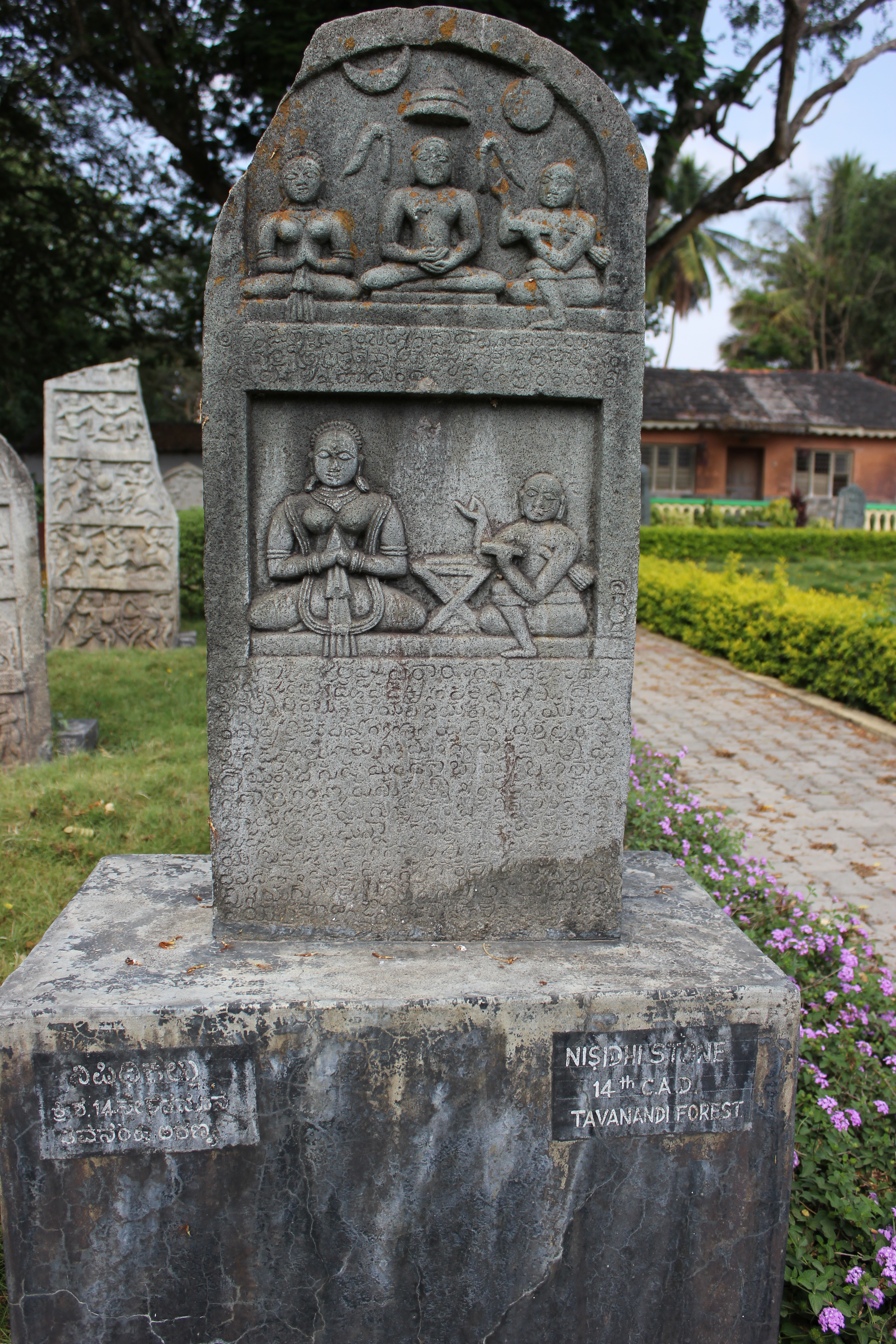

ساليخانا، وتُسمى أيضًا: سامليهنا، وسانثارا، وساماداي مارانا وسانياسانا مارانا، وهي قسمٌ أخلاقيٌّ داعم للالتزام بالأخلاق السلوكية الجاينية. وهي شعيرة صيامٍ تطوّعيّ حتى الموت، يقلّل فيها الإنسان مأكولاته ومشروباته شيئًا شيئًا حتى يقضي. وتعتبر الساليخانا في الجاينية أنها كبحٌ للشهوات والجسد، وطريقةٌ أخرى لتدمير الكارما التناسخية بالتخلي عن كل الأنشطة الجسدية والعقلية. لا يعتبرها العلماء الجاينيون انتحارًا لأنها ليست مدفوعةً بالشغف، ولا مفعولةً بالسموم أو الأسلحة. بعد نذر الساليخانا، يمكن أن يستمر التحضير الشعائري لسنوات.
يجوزُ للزهّاد الجاينيين ولغيرهم من أرباب البيوت أن ينذروا أنفسهم نذر الساليخانا. تدل الأدلة التاريخية ومنها نقوش نيشيدي على أن الساليخانا كانت متاحةً للرجال والنساء، وحتى الملكات، على مدى التاريخ الجايني، لكن الموت بالساليخانا صار شيئًا نادرًا في العصر الحديث.
نُوقشت شعيرة الساليخانا من وجهتي نظر: من وجهة نظر حقّ الحياة، ومن وجهة نظر حرية التدين. عام 2015، منعت المحكمة العليا في راجاسثان الساليخانا، واعتبرتها انتحارًا. وفي نفس السنة، ألغت المحكمة العليا الهندية الخكم، ورفعت الحظر عن شعيرة الساليخانا.

## النذر
في الجاينية خمسة نذور عظيمة يجب على أتباعها أن يلتزموا بها: عدم العنف (أهيمسا) وعدم الكذب (ساتيا) وعدم السرقة (أستيا) والعفّة (براهماكاريا)، وعدم التملك (أباريغراها). وإلى جانب هذه النذور الخمسة نذور إضافية، تشمل الغونفراتات الثلاثة (نذور الاستحقاق)، وفراتات الشيكشا الأربعة، وهي نذور الانضباط. أما نذور الاستحقاق (الغونفراتات)، فهي: الديغفراتا (تقليل الحركة، وتحديد مجال الفعل)، والبوغوبابوغاباريمانا (أي تقليل استعمال الأشياء المستهلَكة وغير المستهلكة)، والأنارثا داندافيرامانا (أي ترك الخطايا التي لا طائل وراءها). وأما نذور الانضباط (فراتات الشيكشا)، فتشمل: الساماييكا (النذر بالتأمل والتركيز في أوقات معلومة)، والديسافراتا (تحديد الحركة والفعل في أوقات محدودة)، والبروسادوبافاسا (وهي الصيام لأوقات محدودة)، والأتيثي سامفيباغ (أي تقديم الطعام إلى الزهّاد).
أما الساليخانا فهي نذر إضافي داعم لهذه النذور الإثني عشر، لكن بعض معلّمي الجاينية، مثل كونداكوندا، وديفاسينا، وبادماناندين، وفاسوناندين، جعلوها من الشيكشفراتات.
تعني كلمة ساليخانا (في السنسكريتية: ساليخيتا) أداةً لإضعاف أو تطهير أو تقليل الشهوات والجسم من خلال تقليل الطعام والشراب شيئًا فشيئًا. تتألف الساليخانا من مكوّنين اثنين: كاشايا ساليخانا (إضعاف الشهوات) أو أبايانترا ساليخانا (الإضعاف الداخلي)، وكايا ساليخانا (أي إضعاف الجسم)، أو باهيا ساليخانا (الإضعاف الخارجي). قيل عن الساليخانا إنها «مواجهة الموت طوعًا بالصيام». وحسب النصوص الجاينية، تقود الساليخانا إلى الأهيمسا (أي عدم العنف أو عدم الضرر)، لأن الإنسان الذي يتبع الساليخانا يقهر شهواته ورغباته، التي هي السبب الأصيل للهيمسا (أي الضرر أو العنف).

## الشروط
الساليخانا متاحة للزهّاد ولأرباب البيوت، لكن النصوص الجاينية تضع شروطًا لصحّتها. فلا يصحّ أن يتخذها رب بيت إلا بإشراف زاهد جايني.
لا تكون الساليخانا إلا تطوّعًا، وتُنذَر على الملأ، ولا يجوز أن تستخدم فيها أي مواد كيميائية أو أدوات. يؤدي الصيام إلى إضعاف الجسم بترك الطعام والشراب اختيارًا. ومع اقتراب الموت، يكفّ الإنسان عن الأكل والشرب كفًّا باتًّا، على أن يكون زملاؤه ومشرفه الروحي على علم تامٍّ بالأمر. في بعض الحالات، ينذر بعض الجاينيين أصحاب الأمراض المزمنة نذر الساليخانا، وفي هذه الحالات يطلبون الإذن من المستشار الروحاني. وحتى تكون الساليخانا ناجحة، لا بد أن يكون الموت بأدوات طاهرة، تطوّعيًّا ومخطَّطًا له، وأن يكون في سلام وسكينة وفرحة، إذ يقبل الإنسان أن يفني جسده وأن يركز على عقله أو قضاياه الروحانية.
تختلف الساليخانا عن طرائق الموت الشعائري الأخرى التي تراها الجاينية صحيحة. تعتبر الحالات الأخرى أن الموت الشعائري أفضل للمتسولين من خرق أحد النذور العظيمة الخمسة. فعلى سبيل المثال، العزوبية واحدة من النذور الخمسة، والموت الشعائري عند الجاينيين أفضل من أن يُغتَصب الإنسان أو يُغرى أو يُساء إلى سمعة أسرته ومجتمعه. في هذه الحالات، يُعتبر الموت باحتساء السمّ أفضل، وهو يسمح بولادة جديدة ميمونة.

## العملية
تختلف مدة الساليخانا، فقد تكون أيّامًا معدودة وقد تكون سنين. سادس أجزاء الراتناكاراندا سرافاكاسارا يصف عملية الساليخانا هكذا:
بالتخلّي عن الطعام درجة درجة، لا يشرب المرء إلا الحليب واللبن، ثم يتركهما، ويقتصر على الماء الساخن أو المبهَّر الحار. وفي النهاية يترك الماء ذاته، ويصوم صومًا كاملًا، وعليه حينئذ أن يترك جسده، ويحاول في كل سبيل أن يبقي عقله في مانترا البانكا ناماسكارا.

### — راتناكاراندا سرافاكاسارا (127–128)
تشير النصوص الجاينية إلى خمسة انتهاكات لنذر الساليخانا: الرغبة في أن يُبعَث المرء إنسانًا، والرغبة في أن يُبعَث إلهًا، والرغبة في أن يستمر في حياته، والرغبة في أن يموت بسرعة، والرغبة في أن يعيش حياة حسّيّة مادية في حياته القادمة. ومن الانتهاكات الأخرى: تذكّر حبّ الأصدقاء، وتذكّر المُتَع والشهوات، والتوق إلى الشهوات في المستقبل.
يميز نص السفيتمبارا الجايني القديم المسمى سوترا الأكارانغا، الذي يعود إلى القرن الثاني أو الثالث قبل الميلاد، ثلاثة أشكال من الساليخانا: باكتابراتياخيانا، وإنغيتا مارانا، وبادابوباغامانا. في الباكتابراتياخيانا، يختار الإنسان الذي يريد أن ينذر نفسَه مكانًا معزولًا يضع فيه سريرًا من القشّ، ويمتنع عن تحريك أطرافه، ويمسك عن الطعام والشراب حتى يموت. في الإنغيتا مارانا، ينام المرء على الأرض. يستطيع أن يقعد أو يقف أو يمشي أو يتحرك، ولكنه يمتنع عن الأكل حتى يموت. في البادابوباغامانا، يقف الإنسان كالشجرة بلا طعام ولا شراب حتى يموت.
من أساليب الساليخانا الأخرى: الإتفارا، وفيها يحدّ المرء نفسه في مساحة معيّنة، ثم يمسك فيها عن الطعام حتى يموت.

## التاريخ

### العصر الحديث
تعدّ الساليخانا شعيرة مقدّسة في المجتمع الجايني، لكنها لم تكن «هدفًا عمليًّا أو عامًّا» بين الجاينيين السفيتمباريين سنين طويلة. أما نُسّاك الديغمبارا فأحيوا هذه الشعيرة بينهم. في عام 1955، نذر أكاريا شاتيساغار، وهو راهب ديغمباري، نفسه في الساليخانا بسبب عدم قدرته على المشي وضعف رؤية عينه. وفي عام 1999، نذر أكاريا فيديناند، وهو راهب ديغمباري أيضًا، نفسه في نذر اثني عشر عامًا.
بين عام 1800 وعام 1992 نُذر على الأقل 37 نذر ساليخانا بين الجاينيين. وسُجّل بين عامي 1993 و2003 260 موتًا ساليخانيًّا في طائفة السفيتمبارا، و 90 موتًا ساليخانيًّا في طائفة الديغمبارا. ويقول جيتندرا شاه، وهو مدير معهد إل دي للهنديات في أحمد آباد، إن نحو 240 جاينيًّا ينذر نفسه نذر الساليخانا كل سنة في الهند. معظم هذه الساليخانات غير مسجلة ولا موثقة. إحصائيًّا، ينذر الرجال والنساء أنفسهم نذر الساليخانا من كل الطبقات الاقتصادية وحتى بين المتعلمين. ويحافظ النساء عليها أكثر من الرجال.

## في الهندوسية والبوذية
في الأديان الأخرى شعائر شبيهة، مثل برايوبافيسا في الهندوسية، وسوكوشنبستو في البوذية.
ناقش العلماء الدينيون الهنديون في القرون الوسطى مسألة الانتحار، أي حق الإنسان في أن ينهي حياته بنفسه وإرادته. ترفض النصوص البوذية والهندوسية والجاينية كلها الانتحار رفضًا شديدًا. فعلى سبيل المثال، في الفقرة 10.2.6 من الساتاباثا براهمانا، تُناقش مسألى طبيعة دورة الحياة والتناسخ، ثم تقول: «لذلك، لا ينبغي للمرء أن يموت قبل أن يتمّ عمره كاملًا»، حسب قول ديفيد بريك، وهو عالم هنديات في جامعة ييل. أما الذين تخلّوا عن العالم كله (السانياسي والسادو والياتي والبكشو)، فإن النصوص الهندية تناقش متى يكون الموت الشعائري صحيحًا في حقهم، وأي سبيل يجب أن يتخذوه حتى ينهوا أعمارهم. فالأوباناشيدات السانياسية مثلًا، تناقش طرقًا كثيرةً للموت الديني، منها إبطاء استهلاك الطعام والشراب ثم إيقافه وانتظار الموت (وهي شبيهة بالساليخانا)، ومنها المشي في نهر وإغراق النفس فيه، ومنها الدخول في النار، وطريق الأبطال، والرحلة العظيمة.
لا يوافق العلماء على أن الموت الديني الطوعي في الأديان الهندية مماثل لأشكال الانتحار الأخرى.